# Robby Robinson
Robby Robinson (n. 24 mai 1946, Georgia, SUA), supranumit „The Black Prince” și „Mr. Lifestyle”, este un culturist profesionist⁠(d) american. Cunoscut la începutul carierei sale sub numele de Robin Robinson, acesta a câștigat competiții precum Mr. America⁠(d), IFBB Mr. World, Mr Universe⁠(d), Masters Olympia și alte titluri ale Federației Internaționale de Culturism și Fitness (IFBB). Robinson a avut și câteva roluri de film pe parcursul carierei sale, iar în cele din urmă s-a retras din sportul profesionist în 2001 la vârsta de 55 de ani.

## Biografie
Robinson s-a născut în Damasc, Georgia⁠(d) și a crescut în Tallahassee, Florida. Mama sa era analfabetă, iar tatăl său un contrabandist care și-a abandonat ulterior cei 14 copii. A urmat studiile la Florida A&M University⁠(d), fiind membru atât al echipei de fotbal american, cât și a celei de atletism⁠(d). În timpul antrenamentelor, Robinson a observat masa musculară dobândită ca urmare a antrenamentelor cu greutăți și a decis să participe la prima sa competiție de culturism. După peste 300 de competiții pentru amatori, acesta a devenit culturist profesionsit în 1975. La momentul respectiv, Robinson era căsătorit și avea trei copii.

### Cariera
În primul său an, a câștigat titlurile IFBB Mr America, Mr World și Mr Universe. Mai târziu, a câștigat prima ediție a concursului Night of the Champions din 1978 și prima ediție a competiției Masters Olympia în 1994. De asemenea, a câștigat Masters Olympia la categoria 50+ în 1997 și 1999.
Robinson a apărut atât în documentarele despre culturism Pumping Iron (1977) și Stand Tall⁠(d), cât și în filmul de comedie Stay Hungry⁠(d) (1976)..
Robinson suferă de crize intermitente de anemie falciformă. Aceste episoade apăreau deseori în timpul antrenamentelor și l-au forțat să se retragă din sportul profesionist.
După o carieră de 27 de ani, Robinson s-a retras din culturismul profesionist la vârsta de 55 de ani.A rămas activ în industrie ca antrenor personal⁠(d), antrenor de culturism, atlet, artist și actor. Și-a publicat autobiografia The Black Prince în 2013. Acesta se opune utilizării steroizilor în culturism, declarând că „înlătură frumusețea și valoarea acestuia”.

## Premii
- 2000 - Mr Olympia - Masters Over 50, Locul 1
- 1997 - Mr Olympia - Masters Over 50, Locul 1
- 1994 - Mr Olympia - Masters - IFBB, Câștigător
- 1991 - Musclefest Grand Prix - IFBB, Câștigător
- 1989 - World Pro Championships - IFBB, Câștigător
- 1988 - Niagara Falls Pro Invitational - IFBB, Câștigător
- 1987 - Mr Olympia - IFBB, Locul V
- 1981 - Mr Universe - Pro - NABBA, Câștigător
- 1979 - Pittsburgh Pro Invitational - IFBB, Câștigător
- 1979 - Night of Champions - IFBB, Câștigător
- 1979 - Grand Prix New York - IFBB, Câștigător
- 1979 - Best in the World - IFBB, Professional, Locul 1
- 1978 - Professional World Cup - IFBB, Câștigător
- 1978 - Night of Champions - IFBB, Câștigător
- 1978 - Mr Olympia Heavyweight, Locul 1
- 1977 - Mr Olympia - IFBB, Tall, Locul 1
- 1976 - Mr Universe - IFBB, MiddleWeight, Locul 1
- 1976 - Mr Universe - IFBB, Overall Câștigător
- 1976 - Mr International - IFBB, Medium, Locul 1
- 1976 - Mr International - IFBB, Overall Câștigător
- 1975 - Mr Universe - IFBB, Medium, Locul 1
- 1975 - Mr World - IFBB, Medium, Locul 1
- 1975 - Mr World - IFBB, Overall Câștigător
- 1975 - Mr America - IFBB, Medium,  Locul 1
- 1975 - Mr America - IFBB, Overall Câștigător

## Cărți
- The Black Prince: My Life in Bodybuilding; Muscle vs Hustle, autobiogrfie publicată independent, 2013 (ISBN: 978-1453717875)